# Mixojapyx conspicuus
Mixojapyx conspicuus är en urinsektsart som beskrevs av Filippo Silvestri 1933. Mixojapyx conspicuus ingår i släktet Mixojapyx och familjen Japygidae. Inga underarter finns listade i Catalogue of Life.